# 잭슨매니아
잭슨매니아(Jacksonmania)는 1980년대 마이클 잭슨의 강렬한 대중 현상을 설명하기 위한 용어이다. 어원의 기원은 비틀매니아(Beatlemania) 로 1960년대 선풍적 인기를 몰고온 비틀즈의 대중 현상을 말한다.